# Turbonilla crenata
Turbonilla crenata är en snäckart som först beskrevs av Brown 1827.  Turbonilla crenata ingår i släktet Turbonilla, och familjen Pyramidellidae. Arten är reproducerande i Sverige.